# Feliks Bocheński
Feliks Władysław Bocheński (ur. 13 lipca 1872 w Szczawnicy, zm. 13 października 1925 w Katowicach) – polski sędzia, doktor praw, działacz społeczny.

## Życiorys
W 1891 ukończył Gimnazjum I w Tarnowie, następnie w 1894 Wydział Prawa UJ w Krakowie. W 1895 uzyskał tytuł doktora praw. Pracę w sądownictwie rozpoczął 13 listopada 1895, początkowo jako auskultant, a następnie adiunkt sądowy i sędzia śledczy przy sądach w Krakowie, Jaśle i Podgórzu. W latach 1900–1913 urzędował w Sądzie Najwyższym w Wiedniu jako adiunkt sądowy, sekretarz Rady i sekretarz Dworu. Od 26 sierpnia 1913 był wiceprezesem Sądu Obwodowego w Tarnowie, a od 25 czerwca 1917 wiceprezesem Sądu Krajowego w Krakowie. Po odzyskaniu przez Polskę niepodległości od 3 stycznia 1919 pełnił funkcję prezesa Sądu Obwodowego (a następnie Okręgowego) w Cieszynie. 14 lipca 1920 Minister Spraw Zagranicznych mianował go przedstawicielem Państwa Polskiego przy Międzynarodowej Komisji w Cieszynie. Od 21 sierpnia do 4 października 1920 pełnił funkcję Komisarza Rządu Polskiego przy Komisji Delimitacyjnej dla Śląska Cieszyńskiego, Spisza i Orawy. Od 26 listopada 1920 urzędował jako zastępca Komisarza Rządowego dla Śląska Cieszyńskiego, a w lutym 1921 został Delegatem Ministerstwa Sprawiedliwości przy Komitecie Plebiscytowym w Bytomiu z zadaniem organizowania sądownictwa polskiego w części Górnego Śląska, mającej przypaść Polsce. W tym charakterze pracował w okresie plebiscytu i III powstania śląskiego aż do chwili objęcia Śląska przez władze polskie. 14 czerwca 1922 Naczelnik Państwa Józef Piłsudski mianował F. Bocheńskiego prezesem Sądu Apelacyjnego w Katowicach i na tym stanowisku pozostał aż do śmierci.
Brał także aktywny udział w życiu społecznym. Był członkiem honorowym korporacji akademickiej „Silesia”. Od 15 lipca 1922 był prezesem Towarzystwa Przyjaciół Teatru Polskiego w Katowicach.
2 maja 1922 został odznaczony Krzyżem Komandorskim Orderu Odrodzenia Polski „za zasługi, położone na polu organizacji sądownictwa w Rzeczypospolitej Polskiej”.
Feliks Bocheński był żonaty, miał syna. Zmarł 13 października 1925. Został pochowany na Cmentarzu przy ul. Francuskiej w Katowicach.

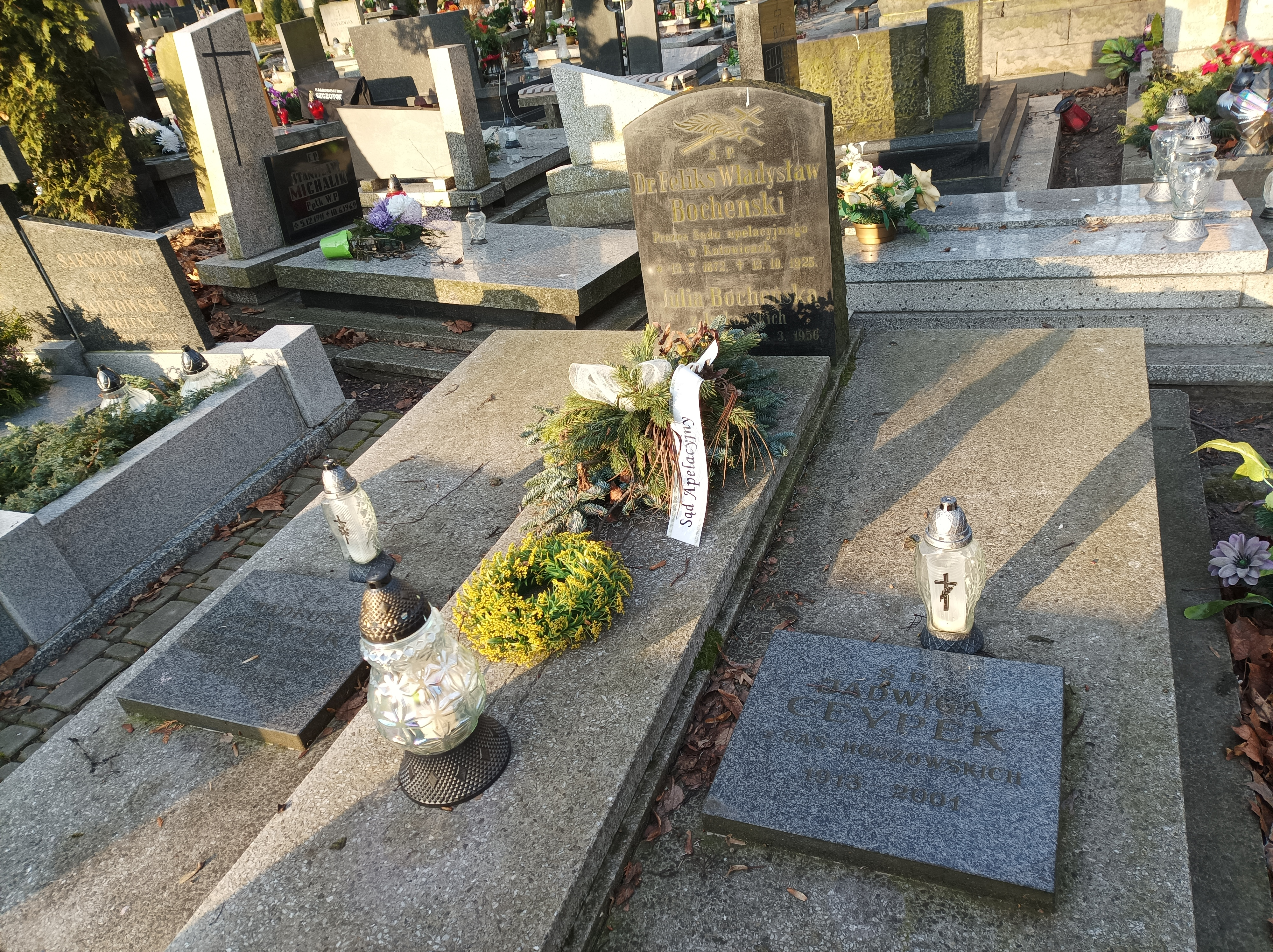
Grób dra Feliksa Bocheńskiego na cmentarzu przy ul. Francuskiej w Katowicach

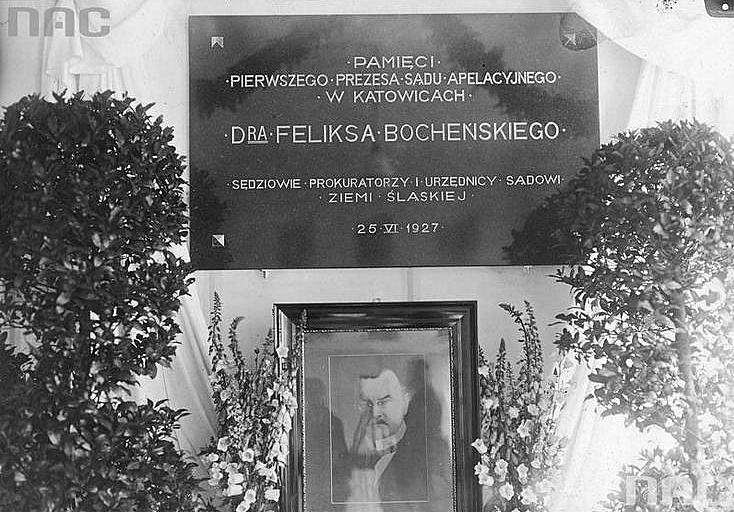
Tablica upamiętniająca Feliksa Bocheńskiego w Sądzie Apelacyjnym w Katowicach (1927)

## Upamiętnienie
25 czerwca 1927 w gmachu Sądu Apelacyjnego w Katowicach została ustanowiona tablica upamiętniająca Feliksa Bocheńskiego. W Katowicach została nazwana ulica imieniem Feliksa Bocheńskiego. Feliksowi Bocheńskiemu w 2018 została poświęcona filmowa miniatura w cyklu „Pierwsi Niepodlegli”.